# 긴급 구조 친구들
긴급 구조 친구들(Firebuds 파이어버즈[*])은 미국의 텔레비전 애니메이션이다. 리틀 프린세스 소피아와 아발로 왕국의 엘레나의 크레이그 거버(Craig Gerber)가 기획했다.

## 목소리 출연
한국어판
- 바이올렛 - 박하진
- 보 - 이시목
- 제이든 - 채민지
- 플래시 - 이상호
- 액슬 - 사문영
- 피스톤 - 김채하
- 빌 - 윤용식
- 베스 - 전숙경
- 페이 대장 - 이소영
- 마리나 - 전숙경

## 한국어 연출
- 연출 : 정애진
- 번역 : 큰나무미디어
- 더빙 스튜디오 : 플레이백
- 한국어 연출 : Disney Character Voices International,Inc.
- 기획 : 월트디즈니컴퍼니코리아 유한책임회사